# Boeing X-40
Die Boeing X-40 Space Maneuver Vehicle war Teil des X-37-Projekts zur Entwicklung eines wiederverwendbaren Raumfahrzeugs. 2001 wurden an einem Modell mit 85 % Originalgröße die Flugeigenschaften des eigentümlichen Flugzeugs mit breitem Rumpf und kleinen Flügeln getestet. Bei diesem Test wurde auch das Leitsystem von Honeywell erprobt. Am 14. März 2001 fand die erste erfolgreiche Landung einer X-40, nach dem Abwurf aus einem Boeing-Vertol CH-47, in Kalifornien statt.

## Allgemeine Daten
| Kenngröße              | Daten    |
| ---------------------- | -------- |
| Länge:                 | 6,5 m    |
| Spannweite:            | 3,5 m    |
| Höhe:                  | 2,3 m    |
| Höchstgeschwindigkeit: | 480 km/h |